# La Palma (Califórnia)
La Palma é uma cidade localizada no estado americano da Califórnia, no Condado de Orange. Foi incorporada em 26 de outubro de 1955.

## Geografia
De acordo com o United States Census Bureau, a cidade tem uma área de 4,74 km², onde 4,69 km² estão cobertos por terra e 0,05 km² por água.

### Localidades na vizinhança
O diagrama seguinte representa as localidades num raio de 8 km ao redor de La Palma.

## Demografia
Segundo o censo nacional de 2010, a sua população é de 15 568 habitantes e sua densidade populacional é de 3 320,91 hab/km². Possui 5 224 residências, que resulta em uma densidade de 1 114,36 residências/km².